# Programa de Satélites de Recursos Terrestres China-Brasil
El Programa de Satélites de Recursos Terrestres China-Brasil (CBERS, en inglés "China–Brazil Earth Resources Satellite program") es un programa de cooperación tecnológica entre Brasil y China que desarrolla y opera satélites de observación terrestre.

## Historia

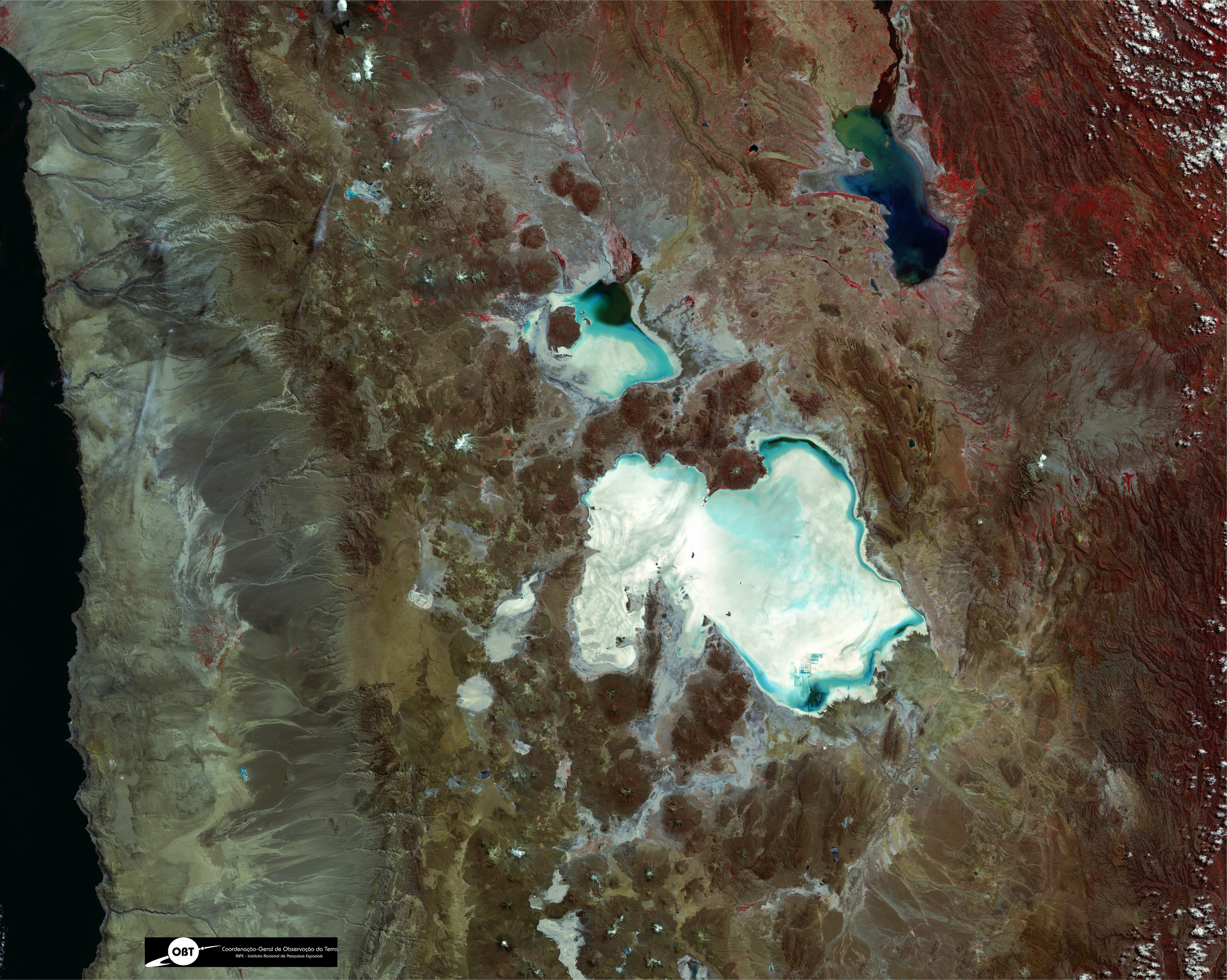
Salar de Uyuni - Bolivia, imagen tomada por el CBERS 4

La base para la cooperación espacial entre China y Brasil se estableció en mayo de 1984, cuando ambos países firmaron un acuerdo complementario al acuerdo principal de cooperación en ciencia y tecnología. En julio de 1988, China y Brasil firmaron el protocolo que establece la investigación y producción conjunta de los Satélites de Recursos Terrestres China-Brasil (CBERS). Brasil, emergiendo de un largo régimen militar, buscó abandonar la lógica de la Guerra Fría y establecer nuevas alianzas internacionales. China se dedicó a su gran reforma interna, pero también buscaba asociaciones internacionales para desarrollar tecnologías avanzadas. El acuerdo fue ventajoso para ambos países. Brasil tuvo la oportunidad de desarrollar satélites de tamaño mediano en un momento en que solo era capaz de construir pequeños (100kg de tamaño). China tenía un socio internacional que no representaba amenazas militares y que era receptivo de los extranjeros. 
Brasil y China negociaron el proyecto CBERS durante dos años (1986–1988), intercambiando información técnica importante y visitando las instalaciones del otro, y concluyeron que ambas partes tenían todas las condiciones humanas, técnicas y materiales para desarrollar conjuntamente un programa satelital de observación de recursos de la Tierra. El Protocolo complementario sobre cooperación en tecnología espacial se renovó en 1994 y nuevamente en 2004.
Inicialmente, la división de tareas se dividió en 30% para Brasil y 70% para China. Luego del tercer satélite de la serie, la carga aumentó al 50% para cada país y, en CBERS 4 y 4A, Brasil fabricó la estructura de los satélites, el sistema de suministro de energía, el sistema de recolección de datos ambientales y el registrador de datos digitales, más dos de las cámaras a bordo.

## Agencias responsables
En Brasil, el Instituto Nacional de Investigaciones Espaciales (INPE) y la Agencia Espacial Brasileña (AEB) están involucrados con el programa, al igual que el sector industrial brasileño.  
En China, las organizaciones involucradas incluyen la Academia de Tecnología Espacial de China (una sub-entidad de la Corporación de Ciencia y Tecnología Aeroespacial de China), la Administración Espacial Nacional China y varias otras organizaciones. 

## Satélites
Inicialmente, el programa incluía el desarrollo y despliegue de dos satélites, CBERS-1 y CBERS-2. Posteriormente, se llegó a un acuerdo para incluir tres satélites adicionales, CBERS-3, CBERS-4 y CBERS-4A, posteriormente en 2025 se ha acordado el desarrollo de los CBERS-5 y 6. 
| Satélite | Tipo                              | Fecha     | Situación                                 |
| CBERS-1  | Satélite de observación terrestre | 1999–2003 | Retirado                                  |
| CBERS-2  | Satélite de observación terrestre | 2003–2007 | Retirado                                  |
| CBERS-2B | Satélite de observación terrestre | 2007–2010 | Retirado                                  |
| CBERS-3  | Satélite de observación terrestre | 2013      | Falla en el lanzamiento (Larga Marcha 4B) |
| CBERS-4  | Satélite de observación terrestre | 2014–     | Activo                                    |
| CBERS-4A | Satélite de observación terrestre | 2019-     | Activo                                    |
| CBERS-6  | SAR                               | 2028      | Planeado                                  |
| CBERS-5  | Satélite de observación terrestre | 2030      | Planeado                                  |

## Detalles

### CBERS-1 y CBERS-2
El primer satélite de la serie, CBERS-1, se lanzó con éxito el 14 de octubre de 1999 en un Long March 4B (también llamado ZY 1). Permaneció funcional hasta agosto de 2003.
El segundo satélite, CBERS-2, fue lanzado con éxito el 21 de octubre de 2003 por un cohete Long March 4B. Fue retirado de servicio en enero de 2009, después del lanzamiento de CBERS-2B. 

#### Configuración
CBERS-1 y 2 son satélites idénticos. Tienen tres cámaras multiespectrales de teledetección:
- Cámara de imagen de campo ancho (WFI): Esta cámara graba imágenes en dos bandas espectrales: 0,63 - 0,69 μm (rojo) y 0,77 - 0,89 μm (infrarrojo), con una resolución espacial de 260 m y 890 km de franja de tierra. Aproximadamente cinco días son necesarios para una cobertura completa de la superficie de la Tierra.
- Cámara de media resolución (CCD): Esta cámara graba imágenes en cinco bandas espectrales: 0,51 - 0,73 μm (pancromático); 0,45 - 0,52 μm (azul); 0,52 - 0,59 μm (verde); 0,63 - 0,69 μm (rojo); 0,77 - 0,89 μm (infrarrojo cercano), con resolución espacial de 20 m y 120 km de franja de tierra. Es posible operar esta cámara tanto en el nadir como fuera del nadir. Esta última capacidad permite que el sistema reduzca la resolución temporal de 26 días (modo de operación nadir) a tres días (modo de operación fuera del nadir).
- Cámara de escáner infrarrojo multiespectral (IRMSS): Esta cámara graba imágenes en cuatro bandas espectrales: 0,50 - 1,10 μm (pancromático); 1,55 - 1,75 μm (infrarrojo); 2,08 - 2,35 μm (infrarrojo) y 10,40 - 12,50 μm (infrarrojo térmico), con una resolución espacial de 80 m en las tres bandas reflejadas por infrarrojos y 120 m en la infrarroja térmica. La franja de tierra es 120 km para todas las bandas de esta cámara y se requieren 26 días para obtener una cobertura completa de la Tierra con esta cámara.

### CBERS-2B
CBERS-2B fue lanzado el 19 de septiembre de 2007 por un cohete Long March 4B desde la base de Taiyuan en China. El satélite funcionó hasta junio de 2010. Imágenes de muestra de CBERS-2B se pusieron a disposición el 10 de enero de 2007.
CBERS-2B también es similar a los dos miembros anteriores de la serie, pero se agregó una nueva cámara al último satélite:  
- Cámara Pancromática de Alta Resolución (HRC): Esta cámara graba imágenes en una sola banda pancromática 0,50 - 0,80 μm que comprende parte de la parte visible y de la porción infrarroja cercana del espectro electromagnético. Las imágenes grabadas por esta cámara son 27 km de ancho y resolución espacial de 2.7 m. Se requieren 130 días para obtener una cobertura completa de la Tierra con esta cámara.

### CBERS-3 y CBERS-4
CBERS-3 se lanzó en diciembre de 2013, pero se perdió después de que el cohete Long March 4B, que lo transportaba, no funcionara correctamente. 
El satélite CBERS-4 idéntico se lanzó con éxito en diciembre de 2014. Ambos satélites llevan cuatro cámaras: 
- Cámara avanzada de imágenes de campo ancho (AWFI). Esta cámara graba imágenes en cuatro bandas espectrales: 0,45 - 0,52 μm (azul); 0,52 - 0,59 μm (verde); 0,63 - 0,69 μm (rojo); 0,77 - 0,89 μm (infrarrojo cercano), con una resolución espacial de 60 m y 720 km de franja de tierra. Aproximadamente cinco días son necesarios para una cobertura completa de la superficie de la Tierra.
- Cámara de escáner infrarrojo multiespectral (IRMSS). Esta cámara graba imágenes en cuatro bandas espectrales: 0,50 - 1,10 μm (pancromático); 1,55 - 1,75 μm (infrarrojo); 2,08 - 2,35 μm (infrarrojo) y 10,40 - 12,50   μm (infrarrojo térmico), con una resolución espacial de 40 m en las tres bandas reflejadas por infrarrojos y 80 m en la infrarroja térmica. La franja de tierra es 120 km para todas las bandas de esta cámara y se requieren 26 días para obtener una cobertura completa de la Tierra con esta cámara.
- Cámara Pancromática y Multiespectral (PANMUX). Esta cámara graba imágenes en cuatro bandas espectrales: 0,51 - 0,73 μm (pancromático); 0,45 - 0,52 μm (azul); 0,52 - 0,59 μm (verde); 0,63 - 0,69 μm (rojo); 0,77 - 0,89 μm (infrarrojo cercano), con una resolución espacial de 5 m para la banda pancromática y una resolución espacial de 10 m en las otras bandas. Tiene 60 km de franja de tierra. Es posible operar esta cámara tanto en el nadir como fuera del nadir.

### CBERS-4A
El CBERS-4A fue lanzando exitosamente el 20 de diciembre de 2019 desde el Complejo de Lanzamiento 9 en Taiyuan, China, en un cohete Long March 4B.

### CBERS-5
Satélite de observación terrestre para aplicaciones meteorológicas y medioambientales, será el primero de la serie en operar en órbita geoestacionaria, con un lanzamiento previsto para 2030.

### CBERS-6
Equipado con un radar de apertura sintética (SAR) de fabricación china, el satélite orbitará la Tierra en una trayectoria polar y sincrónica con el sol, completando aproximadamente 14 órbitas por día. Lanzamiento previsto para 2028.